# Чрешнєвець (Войник)
Чрешнєвець (словен. Črešnjevec) — поселення в общині Войник, Савинський регіон, Словенія. 
Висота над рівнем моря: 371,5 м.